# Movilización estudiantil en Quebec de 2012
La movilización estudiantil en Quebec de 2012, también llamada primavera de arce (del francés: Printemps érable) y primavera quebequesa (del francés: Printemps québécois), hace referencia a un movimiento de contestación popular en la provincia canadiense de Quebec. Involucró agrupaciones estudiantiles, sindicatos y otras personalidades en contra del anuncio de un incremento en el precio de las matrículas universitarias a implementarse entre los años escolares de 2012 a 2017 por el gobierno provincial de Jean Charest. La movilización estuvo marcada principalmente por una huelga general e ilimitada de estudiantes.
Es considerada como la movilización más larga de la historia de Quebec, y nace luego de la presentación del presupuesto quinquenal provincial hecho por el gobierno liberal de Jean Charest. El 7 de septiembre de 2012 finaliza la mayor parte de la contestación popular con la elección de un nuevo gobierno provincial, en la que fue elegida como Primera Ministra Pauline Marois, la líder del Partido quebequés, y con la anulación por decreto del alza.
Las manifestaciones fueron coordinadas por las cuatro principales asociaciones estudiantiles de la provincia: la CLASSE (Coalition large de l'ASSÉ), la FECQ (Fédération étudiante collégiale du Québec o Federación estudiantil colegial de Quebec), la FEUQ (Fédération étudiante universitaire du Québec o Federación estudiantil universitaria de Quebec) y la TaCEQ (Table de concertation étudiante du Québec o Mesa de concertación estudiantil de Quebec), según sus siglas en francés. Los principales medios de presión utilizados fueron la erección de piquetes de huelga alrededor de los establecimientos educativos y marchas y manifestaciones como lo fueron las manifestaciones nacionales del 22 de marzo, 22 de mayo y 22 de julio de 2012 en las ciudades de Montreal y Quebec, principalmente. A estas manifestaciones se sumaron igualmente otras formas de apoyo popular como cacerolazos.
En reacción a los medios de presión usados por los estudiantes, la Asamblea Nacional adoptó el proyecto de ley 78, o ley 12, el 18 de mayo de 2012. Los apartados que regulaban estrictamente las manifestaciones fueron revocados por decreto por el nuevo gobierno del Partido quebequés el 20 de septiembre de 2012.

## Denominación
Varias expresiones fueron utilizadas para nombrar a este movimiento social de protesta, principalmente por periódicos quebequeses e internacionales: "huelga estudiantil", "conflicto estudiantil", "crisis estudiantil" o "Primavera quebequesa" así como Primavera de arce, lo que fonéticamente evoca a la Primavera Árabe y al flujo primaveral de la savia de arce (en francés Érable pronunciación en francés: /eʀabl/), un símbolo cultural de Quebec.
La expresión "huelga estudiantil" fue criticada por los miembros del gobierno del Primer Ministro Jean Charest y reemplazada por "boicot estudiantil". Según las autoridades oficiales, los actos llevados a cabo por el movimiento estudiantil no podían ser llamados huelga al no estar contemplados en el Código de trabajo de Quebec. Según la ley, solo los trabajadores sindicalizados disponen de un "derecho de huelga" y tal derecho solo puede ejercerse bajo negociaciones establecidas por un contrato colectivo de trabajo.

## Contexto quebequés sobre la enseñanza superior
En Canadá, según el Article 93 de la Ley constitucional canadiense de 1867, la educación es de competencia exclusiva provincial, por lo tanto, es el gobierno de Quebec quien se encarga de la gestión y del financiamiento de las universidades quebequesas. Antes de los años 1960, era el Département de l'Instruction publique (Departamento de la Instrucción Pública), controlado por la Iglesia, quien se encargaba de la educación en la provincia. La educación universitaria en ese entonces estaba reservada a las élites adineradas: solamente 3% de los jóvenes francoparlantes y 11% de los jóvenes angloparlantes tenían acceso a los estudios universitarios. La Commission Parent, comisión reformista de los años 1960, genera la creación del entonces llamado Ministerio de Educación de Quebec y facilita el acceso a los estudios superiores.

### Costos de matrícula

#### En Quebec

Gráfica que ilustra el crecimiento de los costos de matrícula anuales en las universidades de Quebec desde 1968 (en CAN$). Las bandas verticales indican los periodos según quien era el partido de gobierno: en rojo el Partido Liberal de Quebec y en azul el Partido quebequés.

Para 1968, los costos de matrícula de las universidades públicas de Quebec habían sido fijados a 540 CAN$ por año. El 19 de mayo de 1976, Canadá ingresa al Pacto Internacional de Derechos Económicos, Sociales y Culturales cuyo artículo 13 estipula que: 

La enseñanza superior debe hacerse igualmente accesible a todos, sobre la base de la capacidad de cada uno, por cuantos medios sean apropiados, y en particular por la implantación progresiva de la enseñanza gratuita;
Pacto Internacional de Derechos Económicos, Sociales y Culturales

Los costos de las matrículas estuvieron congelados hasta 1990; luego el costo aumentó hasta alcanzar los 1668 CAN$ por año, lo que representa el triple para el segundo gobierno de Robert Bourassa. Desde 1994 y hasta 2007 los gastos estuvieron nuevamente congelados. Para 2007 el gobierno de Jean Charest decidió aplicar una nueva alza de 500 CAN$ sobre 5 años, para alcanzar 2168 CAN$ por año.
El 18 de marzo de 2011 (14 años), el gobierno de Jean Charest, en su depósito presupuestario, decide aumentar los costos de matrícula de 1625 CAN$ sobre 5 años, hasta alcanzar 3793 CAN$ por año. Según la FEUQ y la FECQ, al adicionar los gastos aferentes exigidos por las universidades, la factura total para 2016 ascendería a 4500 CAN$.

#### En el resto de Canadá
En 2011, Quebec es la provincia canadiense con las matrículas universitarias más bajas del país, calculadas en 2519 CAN$ por año lo que representa un 53% menos que la media canadiense calculada en 5366 CAN$. Por su parte, Ontario era la provincia con las matrículas más costosas de Canadá, provincia en la que los costos de matrícula se calculaban en más de 6640 CAN$. Ontario estaba seguido por las provincias marítimas de Nuevo Brunswick y de Nueva Escocia (5853 CAN$ y 5731 CAN$ respectivamente). De 2010 a 2011, el conjunto de provincias canadienses, con excepción de Terranova y Labrador, aumentaron los costos de las matrículas de estudios superiores en un 4,3% en promedio.

#### Comparación con países de la OCDE
Durante las protestas, a menudo se comparó el costo de las matrículas de Quebec con los de otras provincias canadienses e igualmente con los costos en el seno de los países de la OCDE, así como Chile, país en el que también había un fuerte movimiento de protesta estudiantil.
| País/Región               | Costos anuales (USD) | País/Región   | Costos anuales (USD) | País/Región  | Costos anuales (USD) | País/Región     | Costos anuales (USD) |
| ------------------------- | -------------------- | ------------- | -------------------- | ------------ | -------------------- | --------------- | -------------------- |
| Estados Unidos            | 6312                 | Nueva Zelanda | 3019                 | Suiza        | 879                  | Finlandia       | Gratuita             |
| Corea del Sur             | 5315                 | Quebec        | 2168                 | Austria      | 853                  | Islandia        | Gratuita             |
| Reino Unido salvo Escocia | 4840                 | Países Bajos  | 1851                 | Bélgica (Fr) | 599                  | México          | Gratuita             |
| Japón                     | 4602                 | Italia        | 1281                 | Francia      | 190 (mínimo)         | Noruega         | Gratuita             |
| Australia                 | 4140                 | Portugal      | 1233                 | Dinamarca    | Gratuita             | República Checa | Gratuita             |
| Canadá                    | 3774                 | España        | 1038                 | Escocia      | Gratuita             | Suecia          | Gratuita             |

### Contexto socioeconómico estudiantil

En rojo: franja de población entre los 17 y 24 años, quienes conformaban el grupo poblacional mayoritario en las universidades y collèges de Quebec en 2012.

Para el periodo 2009-2010, hubo aproximadamente 485 000 estudiantes de estudios postsecundarios en Quebec: 214 000 estudiantes de collége y 272 000 estudiantes universitarios (207 000 estudiantes universitarios a tiempo completo).
Según las previsiones a 15 años hechas por el Ministère de l'Éducation du Québec, el número de estudiantes universitarios a tiempo completo de la provincia debería aumentar de 10% a partir de 2010 hasta alcanzar un tope de 227 082 estudiantes en el periodo 2014-2015. Luego habría un largo y débil decrecimiento de 10% hasta el año 2025.
También, según un estudio encargado en 2010 por la FEUQ, la mitad de los estudiantes universitarios vivían con menos de CAN$12 200 por año; una cuarta parte de ellos incluso con menos de CAN$7400 y la mayoría solicitaron algún tipo de crédito privado; igualmente un cuarto de los estudiantes trabajaron más de 20 horas por semana mientras estudiaban. El estudio indicó que 60% de los estudiantes universitarios a tiempo completo preveían endeudarse entre CAN$2000 y CAN$9000 al final de sus estudios. Para 2010, Statistique Canada estableció que endeudarse para estudiar conlleva consecuencias a largo plazo y que el aumento de más de 200% de los costos de matrícula entre 1995 y 2005 había hecho pasar de 49% a 57% la proporción de estudiantes que habían tenido que endeudarse para poder estudiar. Por otro lado, una encuesta encargada por el Conseil du patronat du Québec (Consejo del patronato de Quebec) en 2010 determinó que 56% de los estudiantes poseían un auto personal y 70% gastaban en promedio CAN$36 por mes para acceder a internet.

### Contexto económico de los establecimientos de enseñanza superior
Ya desde 2009, la Universidad de Quebec en Montreal había previsto aumentos en las tasas obligatorias y en las matrículas por CAN$100 al año para la planificación financiera de 2015 y 2016. Esta alza estaba prevista con el fin de apoyar el plan de recuperación, luego de un fracaso financiero en 2007 en el sector del desarrollo inmobiliario en la zona del îlot Voyageur (terminal de buses interurbanos de Montreal). Por su parte, otras universidades de la provincia, como la Universidad de Montreal y la Universidad McGill habían anunciado alzas en las tarifas entre 5000 y 30 000 dólares para algunos de sus programas de estudios.
En una entrevista en febrero de 2010 presentada por el cotidiano montrealés Le Devoir, le rector de la Universidad Laval, Denis Brière, consideraba que les universidades no tenían otra alternativa que "emprender una lucha en favor del deshielo de las matrículas de educación", esto teniendo en cuenta los grandes déficits que las instituciones educativas arrastraban. Según él, las matrículas deberían ser aumentadas en CAN$ 1500 por año hasta alcanzar el promedio del resto de universidades canadienses, pero admitiendo que es algo que no era factible.
A inicios del mes de diciembre de 2010, la Conferencia de rectores y directores de las universidades de Quebec (CREPUQ), indicó que las universidades en el resto de Canadá pueden contar anualmente con 620 millones de dólares más que las universidades de Quebec y que la conferencia deseaba "mejorar la experiencia de los estudiantes" aunque sin listar las mejoras previstas. El 6 de diciembre de 2010, la CREPUQ propone a la ministra de Educación de Quebec un alza de entre 2068 y 3680 dólares durante los siguientes cinco años.

### Contexto político
El Partido Liberal de Quebec dirigía el Gobierno de Quebec desde abril de 2003. Al comienzo de la huelga estudiantil de Quebec de 2012, el gobierno Charest se encuentra al final de su tercer y último mandato. La posición del gobierno Charest contra las tasas universitarias se desarrolló durante los años 2000: Durante la campaña electoral de 2003, los liberales se posicionan a favor de congelar las tasas universitarias. Al conformar un gobierno mayoritario el Partido Liberal elaboró su primer presupuesto en el que propone una reforma del plan de ayuda financiera a los estudiantes. Esta reforma consiste en aumentar el límite de la deuda y en convertir parte del presupuesto para becas por un valor de CAN $ 103 millones en simples préstamos. Esta decisión presupuestaria provoca el estallido de la huelga estudiantil de Quebec de 2005.
Las matrículas habían estado congeladas desde 1994, pero tal como lo había propuesto durante la campaña electoral de 2007, el gobierno Charest impone un aumento de CAN$50 por matrícula semestral, poco después de su reelección. Así, el costo de las matrículas pasaba de 1668 dólares en el período 2006-2007 a CAN$2168 para el año escolar 2011-2012.

## Posición gubernamental
«El futuro de Quebec no está en las moratorias y la congelación de precios.»
Jean Charest, Primer Ministro de Quebec

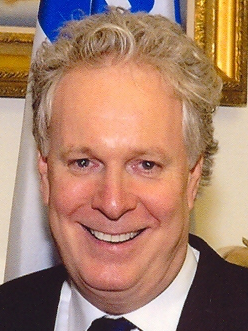
Jean Charest, Primer Ministro de Quebec, jefe del gobierno quebequés de 2003 a 2012

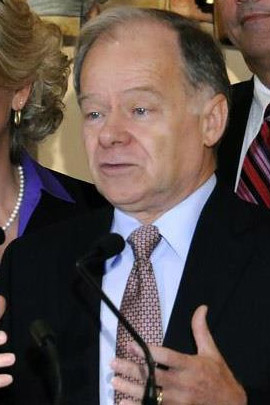
Raymond Bachand, Ministro de Finanzas de Quebec de 2009 a 2012

El aumento de las matrículas para el periodo 2012 a 2017 en las universidades de Quebec es anunciado por primera vez el 17 de marzo de 2011 con la presentación del presupuesto gubernamental de 2011 a 2012. Fue el diputado liberal por Outremont Raymond Bachand y Ministro de Finanzas de Quebec desde 2009 hasta el final de la huelga estudiantil en 2012 quien presentó el presupuesto. Este hacía una proyección de CAN$850 millones en ingresos adicionales para las universidades de Quebec para el periodo 2016-2017. De estos ingresos, CAN$430 millones provendrían del Estado, CAN$265 millones provendrían de los costos de matrícula suplementarios, CAN$54 millones del sector privado y CAN$101 millones de otras fuentes. El gobierno también animaba a las universidades a buscar muchas más donaciones de particulares y empresas. El presupuesto presentado el 20 de marzo del 2012 para el periodo 2012-2013 proyectaba ingresos adicionales para las universidades durante el periodo 2016-2017 por un total de CAN$967 millones, de los cuales CAN$493 millones provendrían de parte del Estado, $279 millones del alza de las matrículas, CAN$54 millones de parte del sector privado y los restantes CAN$141 millones provendrían de otras fuentes.
Así, el aumento de la contribución de cada estudiante a tiempo completo, de acuerdo con el presupuesto 2012-2013, sería de 325 dólares por año durante 5 años; o sea 1625 dólares de aumento, con la matrícula llegaría a CAN$3793 por año.
| 2011-2012 | 2012-2013 | 2013-2014 | 2014-2015 | 2015-2016 | 2016-2017 |
| $2168     | $2493     | $2818     | $3143     | $3468     | $3793     |

## Historia

### Inicios
El 11 de febrero de 2010, el gobierno Charest dice estar considerando un aumento de las tarifas universitarias, sin dar cifras concretas. El 6 de diciembre de 2010, el gobierno de Quebec convocó a una cumbre del mundo de la educación en Quebec titulada El futuro de las universidades y su contribución al desarrollo de Quebec. 125 representantes del mundo académico, estudiantes, sindicatos y empresarios, así como funcionarios y deputados electos buscaron información sobre las políticas que el gobierno proponía para así asegurar el mejoramiento de las instituciones académicas. En esta reunión, los rectores de las universidades exigieron un aumento en las tasas de matrícula universitarias de CAN$1500 para el periodo 2012-2013, para cubrir un déficit anual de 620 millones de dólares canadienses. Por su parte, los sindicatos presentes (CSN, la FTQ, FNEEQ), así como la FECQ y la FEUQ abandonaron la conferencia, mientras que la ASSÉ no asistió, y en cambio, invitó a sus miembros a protestar contra la reunión. El 22 de octubre de 2010 60 000 estudiantes se mobilizaron y miles de ellos se concentraron fuera del hotel donde se celebraba la reunión.
El 9 de diciembre de 2010, la FECQ y la FEUQ apoyadas por el deputado del Partido Quebequés Mathieu Traversy y de 30 000 firmantes, presentaron en la Asamblea Nacional de Quebec una petición en contra del aumento proyectado de las matrículas. El 12 de marzo de 2011, la Alianza Social y la Coalición opuesta a la tarificación de los servicios públicos, que incluye cerca de 150 sindicatos, organismos y asociaciones de estudiantes, llevaron a cabo una manifestación en Montreal. Una de las principales exigencias era el abandono de la propuesta del aumento en las matrículas.
Finalmente, el 18 de marzo de 2011 el gobierno de Quebec, en la presentación del presupuesto para el periodo 2011-2012, confirma un alza de CAN$1625 en las matrículas universitarias sobre un periodo de 5 años a partir del periodo 2012-2013.

### Manifestaciones
En marzo de 2011: el 21, cerca de sesenta delegados de la FECQ perturban el congreso de la Comisión de jóvenes del Partido Liberal de Quebec en L'Île-Perrot; el 24, cerca de 150 estudiantes respondieron al llamado de la ASSÉ para realizar una ocupación de las oficinas del ministro de Finanzas, Raymond Bachand, en la calle Saint-Antoine en Montreal. La expulsión de los manifestantes por parte de la Sûreté du Québec tuvo una persona herida; el 28, entre 100 y 150 miembros de la FECQ perturbaron un coloquio del Partido Liberal de Quebec en Gatineau; el 31, la ASSÉ hace un llamado para una manifestación en Montreal: 2000 estudiantes salen a protestar contra el alza de matrículas frente a las oficinas del Primer ministro de Quebec. La escuadra táctica de la policía de Montreal intervino para desalojar cerca de veinte manifestantes que se habían introducido dentro de las oficinas de la Conferencia de rectores y directores de las universidades de Quebec (CREPUQ). Además de esta manifestación, 50 000 estudiantes de postsecundaria votaron a favor de tener un día de huelga, ese mismo día. Así, en Sherbrooke, el cégep de Sherbrooke anuló todos los cursos de enseñanza regular previstos para ese día, pues el establecimiento estuvo paralisado por la huelga estudiantil.
En abril de 2011: el 3, cerca de 200 estudiantes manifestaron frente al hotel Mortagne en Boucherville donde se realizaba un coloquio del Partido Liberal de Quebec.
Por su parte la FECQ realizó una gira por las regiones de la provincia durante el otoño, en las que organizó manifestaciones en Jonquière el 28 de septiembre, en Rimouski el 3 de octubre, en Trois-Rivières el 4 de octubre, en Sherbrooke el 5 de octubre y en Rouyn-Noranda el 12 de octubre.
En noviembre de 2011: el 10, la ASSÉ, la FECQ y la FEUQ invitaron a los estudiantes a manifestar en Montreal. A pesar de la lluvia y el frío, en la manifestación participan entre 20 000 y 30 000 personas. Adicionalmente, más de 200 000 estudiantes estuvieron en huelga ese día. La ASSÉ anunció a través de su portavoz Gabriel Nadeau-Dubois que cabía la posibilidad de comenzar una huelga general ilimitada desde el invierno de 2012; el 11, el gobierno de Quebec compró las palabras clave «FECQ», «FEUQ», «ASSÉ», «grève étudiante» (huelga estudiantil) y «manifestation étudiante» (manifestación estudiantil) a Google.
El 3 de diciembre de 2011 el Collège de Valleyfield, compuesto por 17 000 estudiantes de la Montérégie, Sherbrooke y Montreal se asoció con los miembros de la ASSÉ (45 000 estudiantes) para formar la Coalition large de l'ASSÉ (Amplia Coalición de la ASSÉ ), también llamada CLASSE, une coalition temporal de lucha contra el alza de las matrículas dentro del objetivo de realizar una huelga estudiantil general.
En enero de 2012: el 23, la FECQ y la FEUQ también dijeron que consideraban la puesta en marcha de una huelga general durante el invierno y planificaron una gran manifestación para el 22 de marzo de 2012; el 27, un centenar de estudiantes afiliados a la CLASSE bloquearon la entrada de las oficinas del Ministerio de Educación, Recreación y Deporte en Montreal. Para el 9 de febrero de 2012 la CLASSE alcanzó el número de miembros a favor necesario para lanzar una huelga general y luego anunció que una huelga estudiantil general e ilimitada era inminente.

### Inicio de la huelga general ilimitada
El 13 de febrero de 2012 los 500 miembros de dos asociaciones afiliadas a la CLASSE, investigación estudiantil en sociología y servicio social de la Universidad Laval, inician el movimiento de huelga general ilimitada en los colegios y universidades de Quebec. Tres días después, la ministra de educación, Line Beauchamp, solicitó a las administraciones colegiales y universitarias de no reconocer los resultados de las votaciones a favor de la huelga e invitó a los profesores a pasar a través de los piquetes para dar clase. Simultáneamente el Cégep du Vieux Montréal fue el primer colegio que entró en huelga, seguido el 20 de febrero por otros colegios, lo que aumentó el número de huelguistas a más de 30 000. El 27 de febrero, varias asociaciones se unieron al movimiento, para un total de cerca de 65 000 estudiantes en huelga. Además, otros 8400 estudiantes tenían mandato para comenzar la huelga entre el 1° y el 5 de marzo. Entre ellos estaban los estudiantes de ciencias de la Universidad de Montreal (física, bioquímica, biología, ciencias biomédicas, química y medicina).
El 2 de marzo de 2012, la FEUQ pidió a sus 80 000 miembros que comenzaran la huelga  lo que hizo que varios cégep, varias asociaciones de estudiantes de la UQAM y de la Universidad Laval, así como la Universidad de Quebec en Rimouski estuvieran en huelga.

#### 22 de marzo de 2012: 304242 estudiantes en huelga

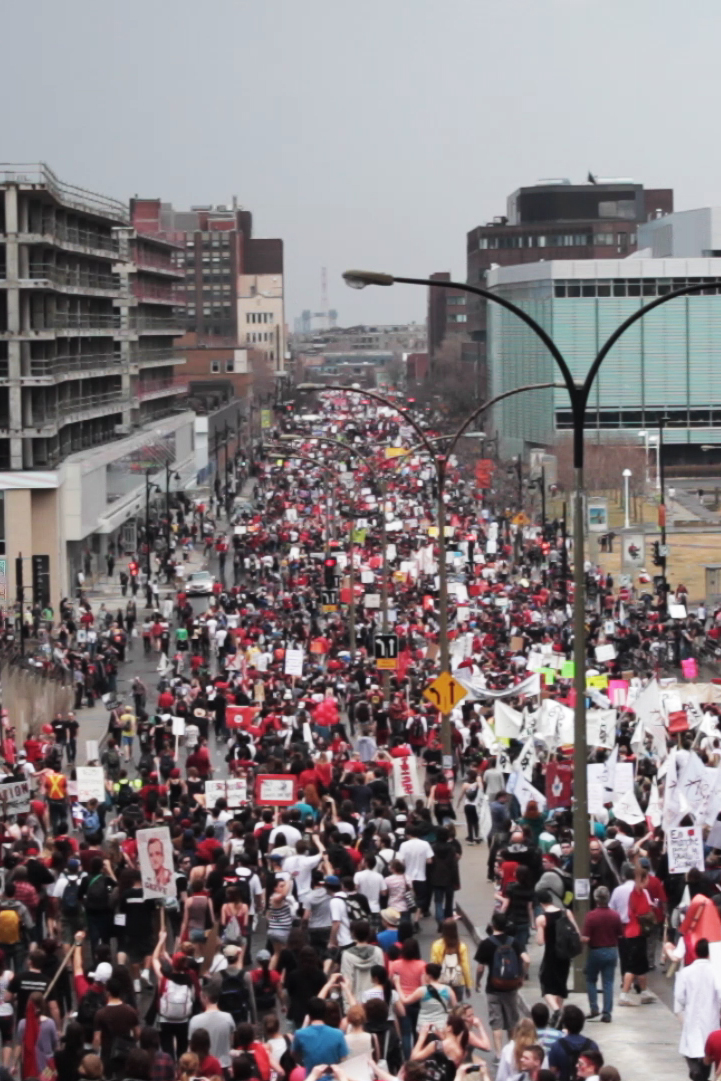
Gran manifestación del 22 de marzo de 2012 sobre la calle Berri, Montreal.

El número de estudiantes en huelga alcanzó su cima el 22 de marzo de 2012: para entonces había entre 300 000  y 310 000  estudiantes en huelga sobre un total de cerca de 400 000  aunque varios de esos estudiantes solo tenían un mandato de huelga limitado a ese día. Por su parte, algunas escuelas secundarias, como Académie de Roberval, Antoine-de-Saint-Exupéry, Joseph-François Perrault y Paul-Gérin-Lajoie-D'Outremont votaron a favor de anular los cursos de la tarde con el fin de reivindicar su apoyo a los estudiantes colegiales y universitarios.
La manifestación estudiantil en el centro de Montreal del 22 de marzo reunió entre 100 000 y 200 000 estudiantes y miembros de la sociedad civil  en oposición al alza de las matrículas prevista por el gobierno de Jean Charest. Tuvo como punto de partida la Plaza de Canadá y de llegada la Plaza Jacques-Cartier en la zona del Viejo Puerto de Montreal, lugar donde los estudiantes realizaron varios discursos.
La última manifestación que había reunido a tantas personas había sido contra la guerra en Irak. Así, esta manifestación sorprendió a los observadores por su amplitud. Según varios comentadores (editorialistas, analistas, personalidades públicas, políticos), la manifestación demostró que la juventud quebequense estaba, por un lado, mucho más mobilizada que lo que algunos pensaban con anterioridad y, por otra parte, que las reivindicaciones hechas por este movimiento se inscribían en un movimiento histórico mayor. La manifestación del 22 de marzo fue registrada por los medios de comunicación internacionales y por observadores de fuera de Quebec. Como evento representaba ante el resto del mundo que Quebec se unía a los otros movimientos de denuncia de injusticias en los países árabes, en Europa y en otros lugares.

#### Continuación del uso de medios de presión

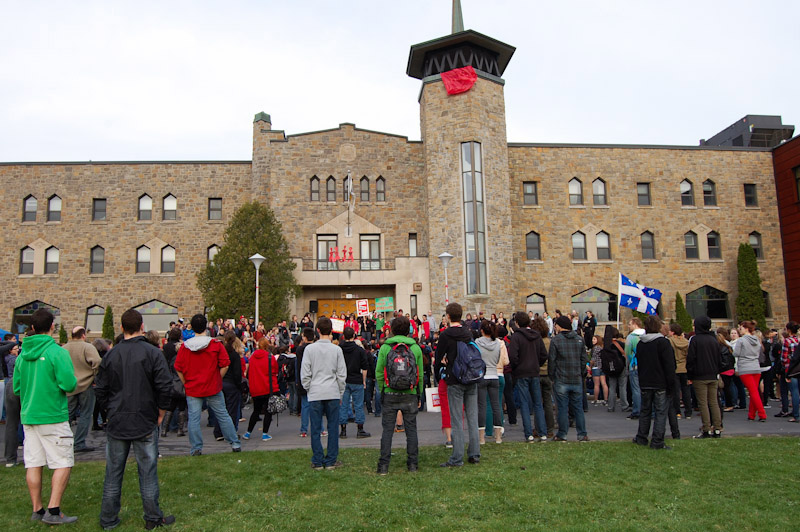
Piquete de huelga delante de la entrada del colegio de Saint-Jean-sur-Richelieu el 14 de abril de 2012.

La semana siguiente, varias asociaciones votaron a favor de una huelga general ilimitada hasta que el gobierno hiciera una oferta o abriera una mesa de negociación con los estudiantes. Antes, los mandatos de huelga debían ser votados de forma periódica en asambleas extraordinaras. Con esto, los estudiantes mostraban su determinación y el endurecimiento de sus posiciones.
El 27 de marzo, 2335 profesores firmaron un manifiesto contra el alza  y un día después la ministra de Educación, Line Beauchamp, reiteraba la intención del gobierno de alzar el valor de las matrículas. El 29 de marzo el gobierno hizo el anuncio de crear un régimen de reembolso para los préstamos estudiantiles de manera proporcional a los ingresos al otoño 2012. El mismo día, y luego de haber rechazado negociar con los estudiantes, el gobierno anunció su intención de discutir sobre el acceso a la educación siempre y cuando no se tratara el tema del alza de las matrículas.
El 2 de abril y por resolución unánime, el colegio Montmorency anuló los cursos del verano y los miembros del Consejo saludaron «la implicación ciudadana del movimiento estudiantil» e invitaron al gobierno «a abrir el diálogo» con las federaciones estudiantiles. El 12 de abril, 500 profesores universitarios, entre ellos Gérald Larose, Michel Seymour, Yvon Rivard, Georges Leroux y Daniel Turp, firmaron una carta de apoyo a los estudiantes  y el 13, la coalición de « Profs contre la hausse» (Profes contra el alza) reunió más de mil firmas de docentes solicitando la renuncia de la ministra de Educación, Line Beauchamp.
El 14 de abril, día del noveno aniversario de la elección del Partido Liberal de Quebec, la CLASSE organiza una manifestación «Por una primavera quebequesa» contra los gobiernos provincial y federal. Además de los estudiantes, esta manifestación reunió igualmente a padres, niños, jubilados, profesores y miembros de organizaciones opuestos a la tarificación de los servicios públicos.

### Conflicto social

#### Enfrentamientos en el marco del Salón del Plan Norte

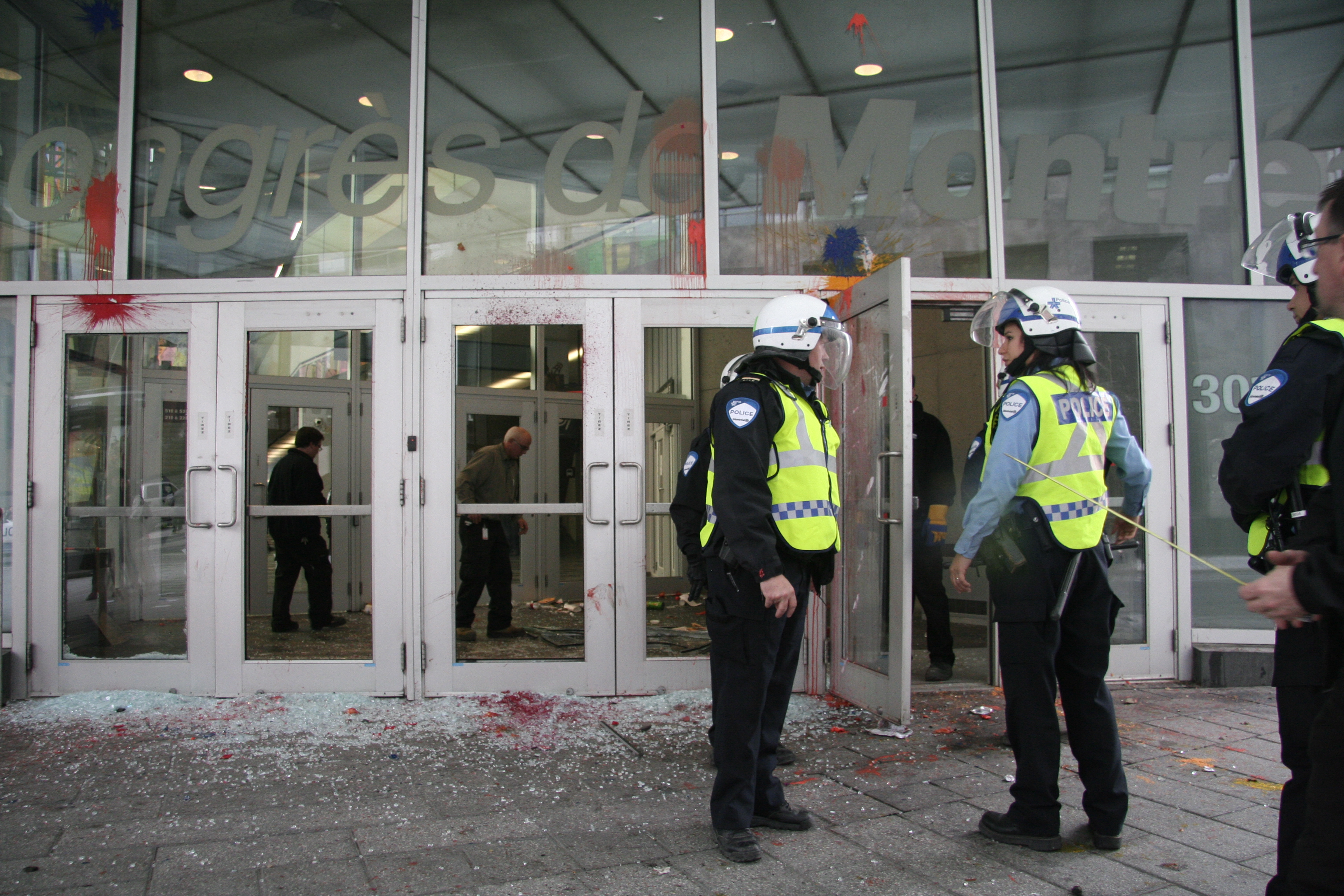
Vidrios rotos luego de la manifestación contra el Salon Plan Nord (Salón del Plan Norte) en el Palacio de congresos de Montreal.

La tensión aumentó el 20 de abril luego de la manifestación contra el Salon Plan Nord (Salón del Plan Norte) llevada a cabo en el Palacio de congresos de Montreal. La manifestación tuvo como eslogan El 20 de abril, anulemos el Salón del Plan Norte. ¡No a la gratuidad minera! ¡Sí a la gratuidad escolar! y reunió varias centenas de personas, incluyendo algunos organismos y sindicatos. Durante la manifestación un policía roció con gas de pimienta de cayena a un manifestante, lo que provocó una serie de fuertes enfrentamientos entre las fuerzas del orden y manifestantes. La CSN (Confederación de sindicatos nacionales) más tarde condenó la intervención policial. El cuerpo policial provincial, en ayuda a la policía municipal, fue desplegado para oponerse a los actos de vandalismo; y mientras policías y manifestantes se afrotaban afuera, Jean Charest decía a modo de burla que «a aquellos que golpean a nuestra puerta esta mañana, podremos ofrecerles un empleo en el Norte, tanto como sea posible». El chiste fue inmediatamente condemado por las asociaciones estudiantiles y los partidos de oposición en la Asamblea nacional. En total, más de 90 personas fueron detenidas durante los dos días de enfrentamientos.

#### Primera oferta global e inicio de las manifestaciones nocturnas
Durante la semana del 23 de abril hubo discusiones entre los líderes estudiantiles y delegados del gobierno para bajar la tensión. Sin embargo, invocando los incidentes ocurridos en una manifestación del 24 de abril en Montreal, la ministra Beauchamp excluyó a los miembros de la CLASSE de las negociaciones. En reacción, los líderes de la FEUQ, la FECQ y la TaCEQ suspendieron las discusiones con el gobierno. La decisión ministerial provocó la ira de los estudiantes lo que dio lugar a una serie de tres manifestaciones nocturnas entre el 24 y el 26 de abril. La manifestación del 24 abril estuvo marcada por nuevos actos de vandalismo y nuevas detenciones, aunque en general se desarrollaron de manera pacífica.
El viernes 27 de abril Jean Charest convocó a una rueda de prensa para divulgar la oferta hecha a los estudiantes. La propuesta comprendía el escalonamiento del alza a 7 años, pero incrementada de una indexación. Esto representaba un alza de CAN$255 por año en lugar de los CAN$325. El gobierno anunció además la ampliación del acceso al programa de préstamos y becas, lo que comprendía una inversión de 39 millones de dólares en becas, la création de un sistema de reembolso proporcional a los ingresos individuales y la instauración de un consejo provisorio encargado de vigilar la gestión de las universidades. Igualmente, el impacto del alza sobre la accesibilidad a la educación sería verificada periódicamente.
La oferta fue recibida fríamente por las asociaciones estudiantiles, lo que hizo que se continuaran las manifestaciones nocturnas de manera consecutiva. Desde la quinta manifestación nocturna en Montreal, y a pesar de la cólera general, los participantes comienzan a desaprobar los actos de destrozo; para la séptima manifestación los participantes se disfrazaron, mientras que otra manifestación simultánea se hizo en silencio; durante la novena manifestación, si bien se desarrolla en calma, algunos manifestantes se dirigen a la residencia privada del Primer ministro para hacer una sentada, con el objeto de mostrar la ironía de la situación; durante la décima manifestación nocturna, algunos de disfrazan de zombis, mientras que otros se presentan casi desnudos y algunos se dirigen hacia la casa del alcalde de Montreal, quien había manifestado su deseo de prohibir el uso de máscaras durante cualquier manifestación. Las manifestaciones siguen desarrollándose cada noche en Montreal bajo el eslogan: Manif chaque soir, jusqu'à la victoire (Una manifestación cada noche, hasta la victoria).
El 3 de mayo, el ministro de Finanzas declaró que contaba con las próximas elecciones (en máximo 20 meses) para arreglar el conflicto, pues según él, toda negociación era imposible. El 18 de mayo se adopta un nuevo reglamento municipal que prohíbe el uso de máscaras durante manifestaciones violentas, mientras que en la noche se realiza la vigesimoquinta manifestación nocturna consecutiva.
Por su parte, en la ciudad de Quebec, comienzan a realizarse manifestaciones nocturnas cotidianas a partir del 30 de abril, inicialmente organizadas por la TaCEQ. Partían desde el edificio de la Asamblea nacional y continuaban según la iniciativa de los manifestantes sin que los organizadores se asociaran directamente. Para el 9 de junio la cuenta es de 39 manifestaciones consecutivas. La manifestación national del 22 de junio, la quincuagésimo segunda, fue declarada como ilegal pues los participantes no habían prevenido a la policía con anterioridad del trayecto.

#### Consejo general del Partido Liberal en Victoriaville

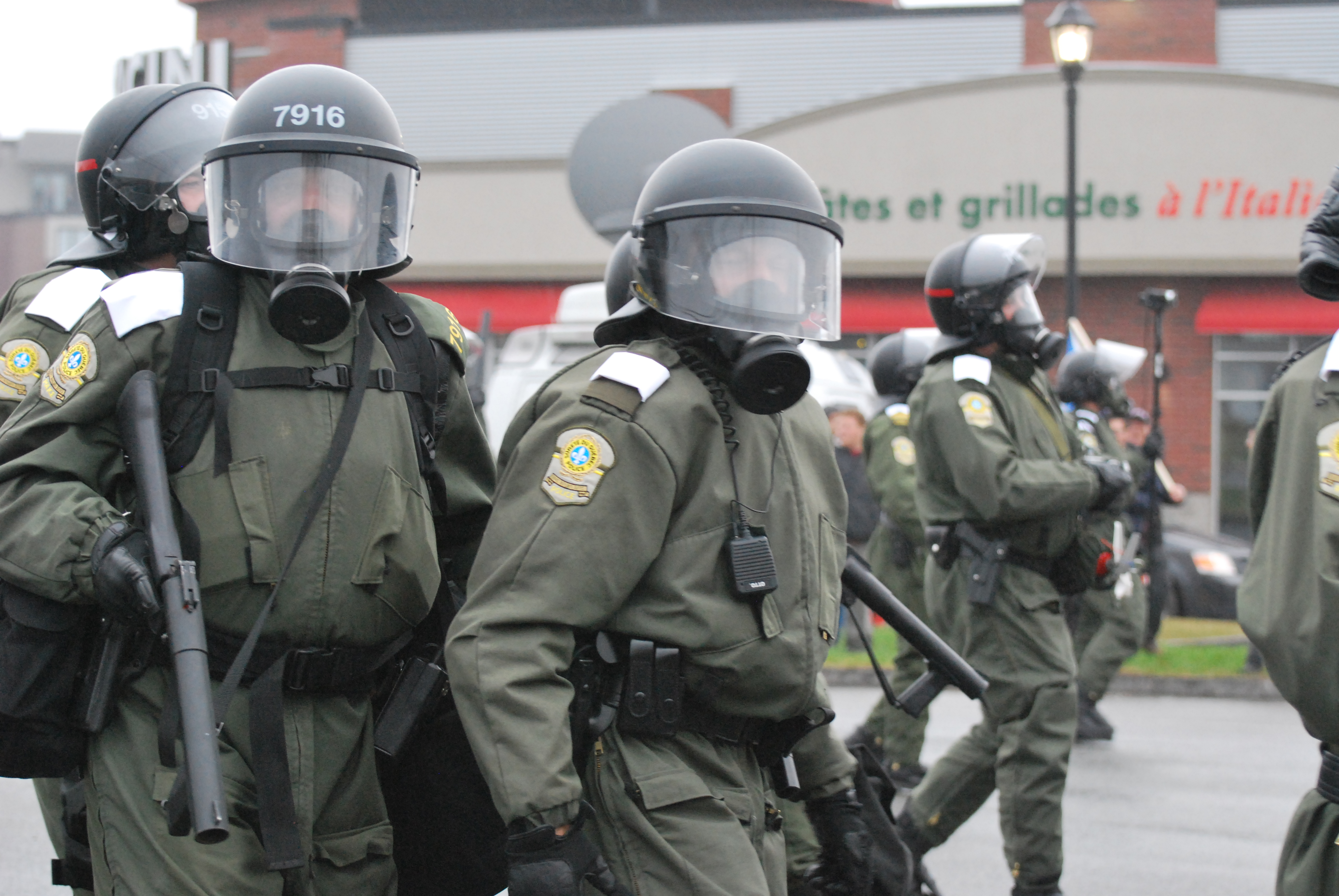
Policías de la escuadra antidisturbios de la Sûreté du Québec en Victoriaville el 4 de mayo de 2012.

Como consecuencia de las manifestaciones cotidianas en Montreal, el partido de gobierno decidió desplazar a Victoriaville su Consejo general del 4 de mayo de 2012. Poco antes del comienzo del Consejo, el gobierno convocó a los representantes de las cuatro asociaciones estudiantiles, los jefes de las centrales sindicales, los rectores de las universidades y de la federación de colegios con el negociador en jefe del gobierno, así como las ministras Line Beauchamp y Michelle Courchesne, con el fin de llegar a un principio de acuerdo que permitiera la vuelta a lo normal. Los representantes comenzaron las negociaciones al final de la tarde en la ciudad de Quebec.
Al mismo tiempo en Victoriaville, varias decenas de autobuses dejaban manifestantes cerca del Palacio de congresos de Victoriaville. Los manifestantes caminaron cerca de dos kilómetros hasta el lugar donde se realizaba el Consejo y menos de una hora más tarde hubo enfrentamientos con la escuadra antidisturbios de la Sûreté du Québec (SQ). — Las negociaciones en Quebec fueron interrumpidas brevemente para permitir a los líderes estudiantiles hacer un llamado a la calma. Sin embargo el enfrentamiento dejó varios heridos, incluyendo tres policías. Dos manifestantes heridos conducidos al hospital estuvieron en estado crítico, incluyendo uno que perdió un ojo.
Algunos días más tarde, dos partidos de oposición, Québec solidaire y el Parti québécois, pidieron que se realizara una investigación independiente sobre el comportamiento policial durante la manifestación de Victoriaville. El ministro de seguridad pública, Robert Dutil, replicó pidiendo que se dejaran las cosas en manos del Comisario de deontología policial.

#### Rechazo del principio de acuerdo y renuncia de la ministra de Educación
Luego de 22 horas consecutivas de negociaciones, el 5 de mayo, los representantes de los diferentes grupos llegan a un principio de acuerdo que estipula la aplicación del alza de las matrículas, a condición de que sean reducidos los «cobros aferentes» (cobros institucionales obligatorios), lo que permitiría que al final los estudiantes pagaran lo mismo. Para este fin, el acuerdo preveía la creación de un Consejo provisorio para las universidades (CPU) que estudiara la posibilidad de reducir los gastos universitarios antes de 2013. Este acuerdo es visto por los líderes estudiantiles, no como un acuerdo oficial, sino más bien como una hoja de ruta para someter a libre votación en el seno de las diferentes asociaciones estudiantiles, y así permitir que la huelga general ilimitada permanezca hasta nueva orden.
Con respecto al acuerdo, el gobierno adoptó un tono triunfalista proclamando que con el acuerdo obtenido, «Quebec mantenía integralmente el alza» y dejó a los estudiantes como responsables de la duración del conflicto. Varios estudiantes, sobre las redes sociales, dicen que el principio de acuerdo es una «farsa» y una «chabacanería». Así, todo dejaba presagiar que el acuerdo sería rechazado por los estudiantes. El hecho fue confirmado menos de una semana más tarde, pues las asambleas de cada una de las cuatro asociaciones rechazaron la propuesta. Consecuentemente, la ministra de Educación, Line Beauchamp, se mostró abierta a realizar algunas precisiones al acuerdo, pero al mismo tiempo quería «evitar que ese gesto fuera visto como un retroceso por la opinión pública».
El lunes 14 de mayo de 2012, tras 14 semanas de conflicto, la Ministra de Educación y Vice Primera Ministra de Quebec anunció su renuncia a la vida política. Con esto, según ella misma, esperaba que su decisión «sirviera de electrochoque», con el fin de arreglar el conflicto estudiantil. En la mañana había mantenido una conferencia telefónica con los líderes y portavoces de las cuatro asociaciones sin anunciarles nada al respecto. Según la ministra, en la llamada ella se mostraba incluso abierta a discutir sobre una posible moratoria del alza de las matrículas, aunque a sabiendas de que esta solución no habría sido fácilmente aceptada, ni por el Consejo de ministros, ni por el comité de partido. Beauchamp había sido elegida como deputada desde hacía quince años, 10 de ellos como miembro del gobierno.
Los representantes de los estudiantes, por su parte, reaccionaron fríamente a esta renuncia. Menos de dos horas después del anuncio de la renuncia de la ministra de Educación, Michelle Courchesne tomó juramento y asumió el cargo de nueva ministra de Educación, cargo que ya había ocupado, y el de Vice Primera Ministra de Quebec, mientras que mantuvo el puesto de presidente del Consejo del tesoro público. Inmediatamente la nueva ministra convocó a los líderes estudiantiles (de la FEUQ, la FECQ, la CLASSE et la TaCEQ) para el día siguiente y a los representantes de las diferentes instituciones (colegios y universidades), para hacer un balance que entregaría rápidamente al gobierno. Luego de encontrarse con los líderes estudiantiles, la ministra Courchesne anunció que el conflicto estaba en un callejón sin salida y que la posición de los estudiantes incluso se había «endurecido».

#### Proyecto de ley 78 o Ley 12
El 18 de mayo de 2012, luego de cerca de 20 horas de debate, la Asamblea Nacional de Quebec sancionó el proyecto de ley 78, o Ley 12, llamado Loi permettant aux étudiants de recevoir l'enseignement dispensé par les établissements de niveau postsecondaire qu'ils fréquentent (Ley para que los estudiantes puedan recibir instrucción en las instituciones de educación superior a las que asisten). La ley suspendía hasta agosto las actividades académicas de 11 universidades y 14 colegios, y buscaba igualmente poner fin al conflicto obligando el regreso a clases y prohibiendo las trabas a ello. El proyecto de ley había sido discutido ya antes de la renuncia de la ministra de Educación Line Beauchamp. El Consejo de ministros revisó el proyecto el miércoles 16 de mayo, por lo que la aprobación del mismo se hacía inminente.
La Abogacía de Quebec, a través de un comunicado exhortó al gobierno a no aprobar tal ley e hizo un llamado a todas las partes y a los ciudadanos por el «respeto del estado de derecho» estimando que un clima propicio para la salida de la crisis exigía darle «una nueva oportunidad a las negociaciones».

### Continuación de la huelga, arrestos masivos y oposición a la ley especial

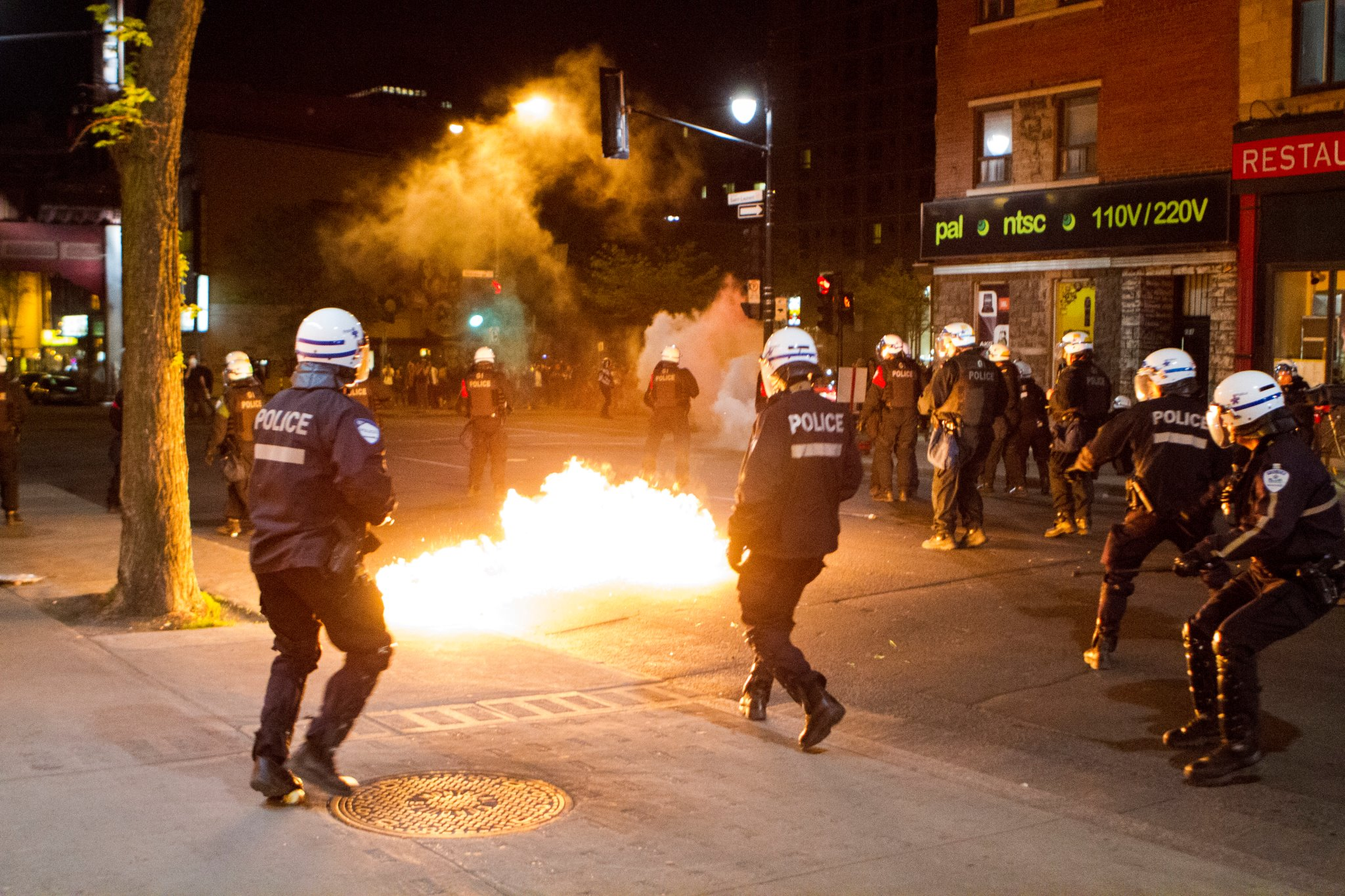
Cóctel mólotov lanzado en Montreal el 18 de mayo de 2012.

Tras la aprobación de la ley 12, Montreal aprobó un reglamento municipal, P-6, que prohibía el uso de máscaras durante manifestaciones violentas. En oposición a este reglamento, varios manifestantes salieron el 18 de mayo usando máscaras cubriendo la parte trasera de la cabeza. La manifestación fue declarada ilegal luego de que algunos vándalos lanzaran cocteles mólotov. Al día siguiente la policía declara ilegal la manifestación de Montreal, pues los manifestantes no habían declarado que trayecto utilizarían, lo que la convirtió en la primera manifestación en ser declarada ilegal sobre la base de la recientemente sancionada ley 12. La marcha, que reunió cerca de 5000 personas, es tolerada al principio, pero luego de la medianoche 69 personas fueron arrestadas por, especialmente, agresiones armadas, vías de hecho sobre policías y destrucción de vidrios panorámicos de autopatrullas. También en represalia por la adopción del proyecto de ley 78, Anonymous, bajo la Opération Québec (Operación Quebec), atacó los sitios en línea de las autoridades implicadas, a través de ataques de denegación de servicio y del bombardeamento de correos electrónicos. Anonymous reivindicó los ataques informáticos de, entre otros, la Asamblea nacional, la Deontología policial, el Partido Liberal de Quebec, el servicio de policía de Montreal, el Ministerio de Educación  y amenazó con atacar el Gran Premio de Montreal.
La vigésimo séptima manifestación nocturna de Montreal, el 20 de mayo, se saldó con más de 305 detenidos, incluyendo transeúntes o espectadores, y más de una decena de heridos. En la ciudad de Quebec, luego de la manifestación nocturna, alrededor de treinta personas fueron arrestadas antes de la medianoche. El 29 de mayo la manifestación de Montreal es tolerada, pero la manifestación de la ciudad de Sherbrooke terminó con 36 arrestos.

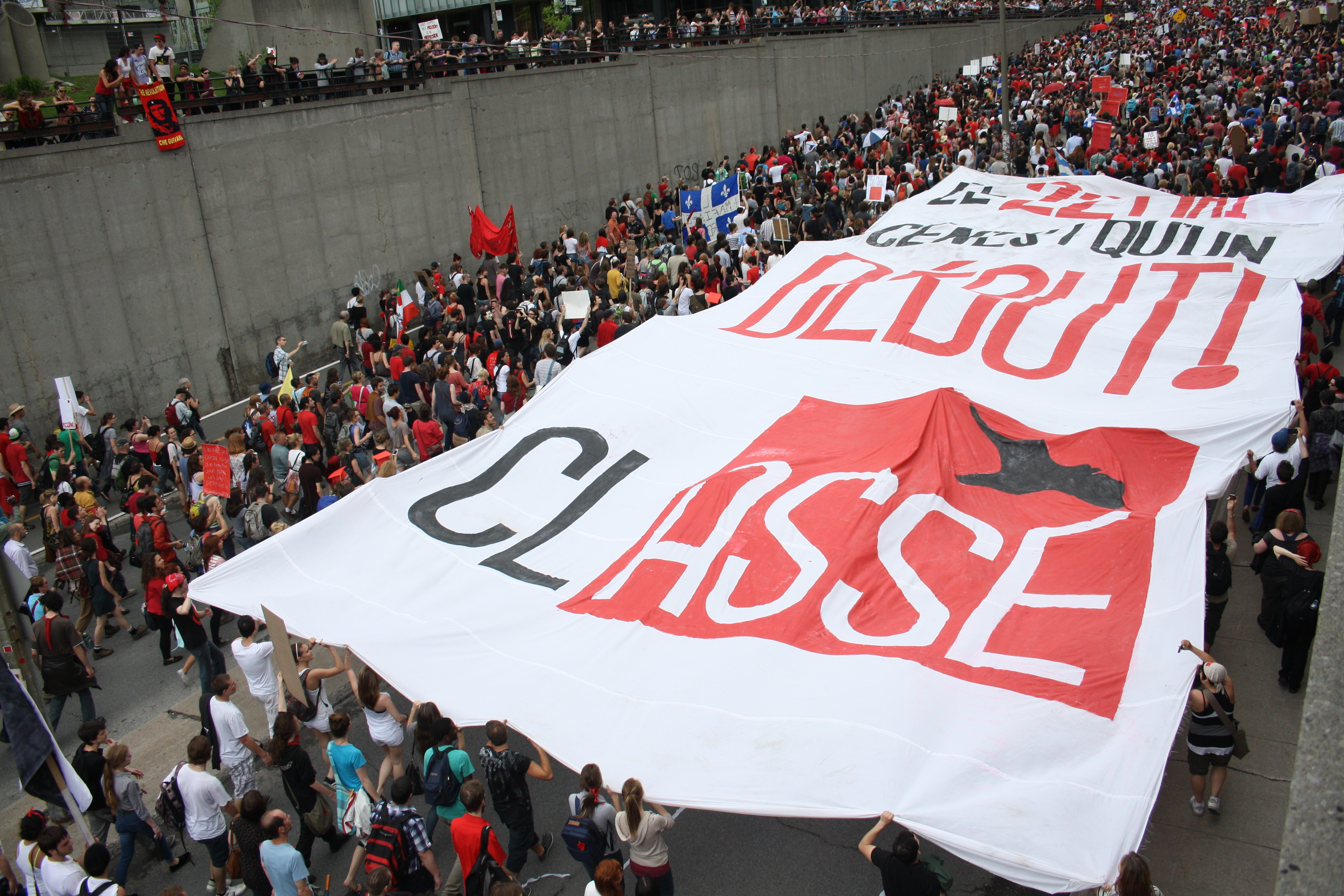
Banderola de la CLASSE para la manifestation del 22 de mayo en Montreal.

Para el 22 de mayo de 2012 ya habían pasado 100 días desde el comienzo de la huelga. Para subrayarlo, fueron organizadas varias manifestaciones en las principales ciudades de la provincia, con el fin de reivindicar una mesa de negociación con el gobierno, así como para denunciar el alza de las matrículas y la adopción de la ley 12. A la marcha de Montreal, a pesar de la lluvia, asisten cerca de 250 000 personas. La manifestation nocturna terminó abruptamente en medio de la violencia y con un saldo de 113 detenidos, de los cuales varios por el uso de máscaras.
Se realizan manifestaciones locales diurnas o nocturnas en Sept-Îles, Matane, Sainte-Anne-des-Monts, Bonaventure, Gaspé, Islas de la Magdalena, etc., y a Montreal llegaron personas antes de las dos de la tarde desde Rimouski, Quebec, Sherbrooke y Gatineau, entre otros. Organizada por la CLASSE, la manifestación fue apoyada por la FEUQ, la FECQ, la TaCEQ, el Sindicato canadiense de la función pública (SCFP), la Confederación de sindicatos nacionales (CSN) y la Federación de trabajadores y trabajadoras de Quebec (FTQ).
El movimiento de movilización quebequés recibió apoyos desde varios lugares en Canadá y el extranjero. En Francia  y en los Estados Unidos varias marchas fueron organizadas el mismo día para apoyar a los estudiantes de Quebec; en Canadá se realizan marchas en Vancouver, Calgary y Toronto. Los estudiantes de la Universidad de la Ciudad de Nueva York (CUNY) se reunieron delante de las oficinas de la delegación general de Quebec, situada en la Rockefeller Plaza.

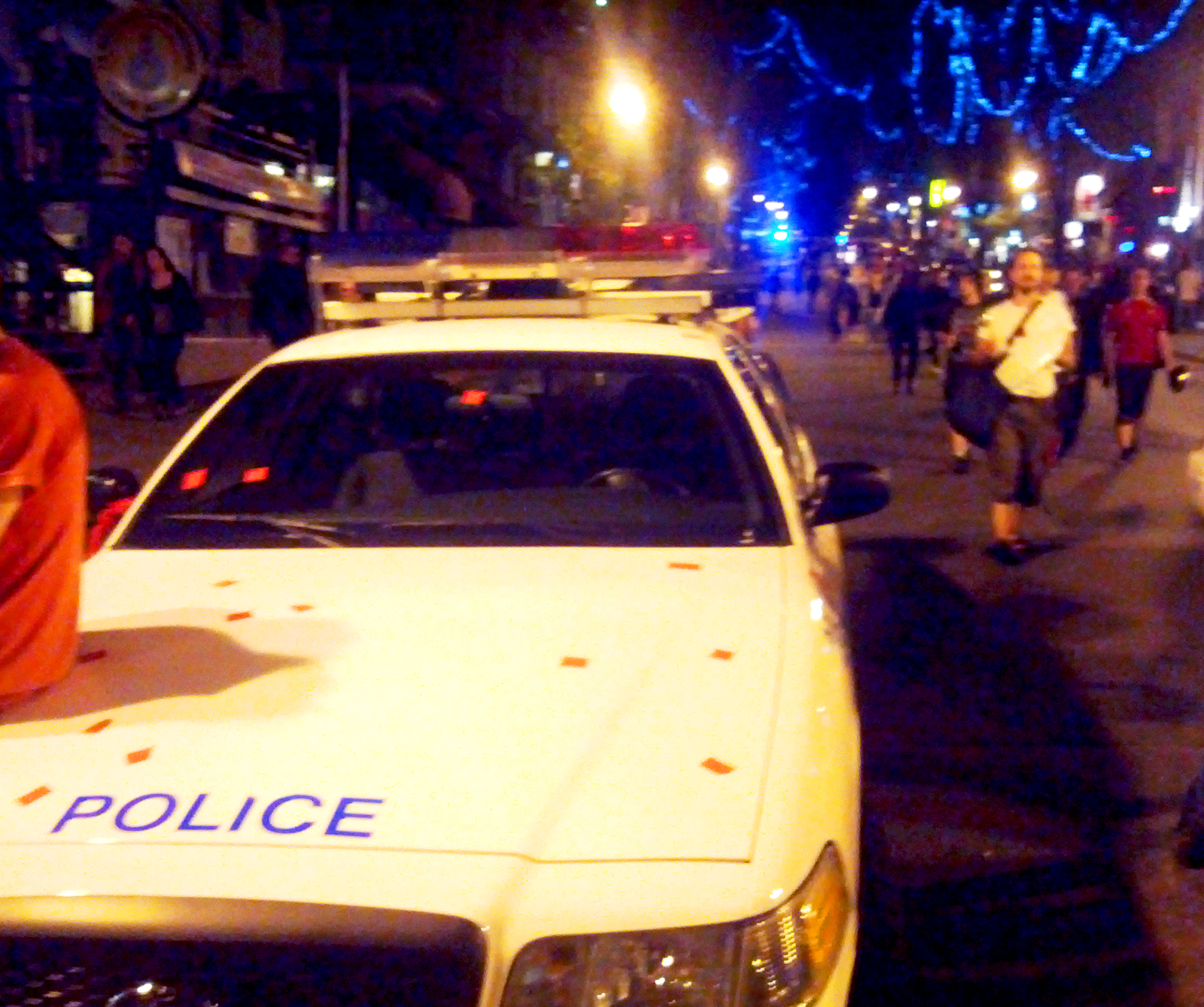
Auto de la policía de Montreal decorado con «cuadros rojos» luego de una arrestación masiva en la noche del 23 a 24 de mayo.

El miércoles 23 de mayo, la ministra de Educación, Michelle Courchesne, dijo estar preparada para continuar las negociaciones con las asociaciones estudiantiles, aunque excluyó una moratoria; y en la noche la manifestación de Montreal dejó 518 personas detenidas por violar los reglamentos municipales, mientras que la manifestación de la ciudad de Quebec terminó con 176 arrestos.

#### Gran Premio de Montreal
La primera perturbación del Gran Premio de Montreal se presentó el 30 de mayo, cuando el grupo Anonymous publicó en línea los datos personales de las personas que habían comprado un billete para el evento. El 7 de junio hubo enfrentamientos entre policías y manifestantes durante el Festival Grand Prix sur Crescent, un festival en la calle Crescent, en el centro de Montreal, hecho que se repitió las noches del 8 y 9 de junio. El día de calificaciones, el 9 de junio, y el de la carrera, el 10, se desarrollaron bajo estricta vigilancia policial. Un centenar de policías vigilaron la estación de metro Berri-UQAM, principal vía de acceso al evento, tanto sobre la línea amarilla del metro como en la Isla Sainte-Hélène en dirección hacia el Circuito Gilles Villeneuve. La policía procedía a regisrtar personas identificadas con cuadros rojos y a interrogarlas de manera preventiva. En total, 80 personas fueron arrestadas durante el fin de semana del Gran Premio.

### Regreso a clases y contexto electoral

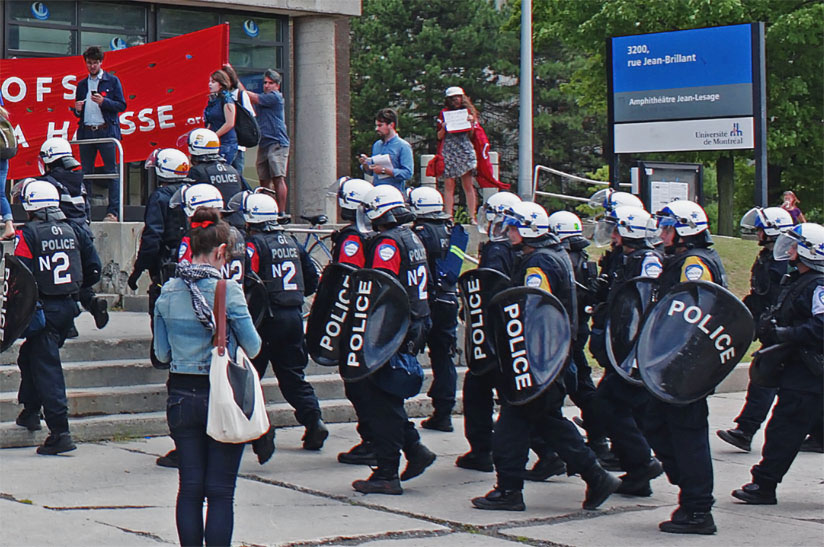
Grupo táctico de intervención de la policía de Montreal actuando en la Universidad de Montreal el 28 de agosto de 2012.

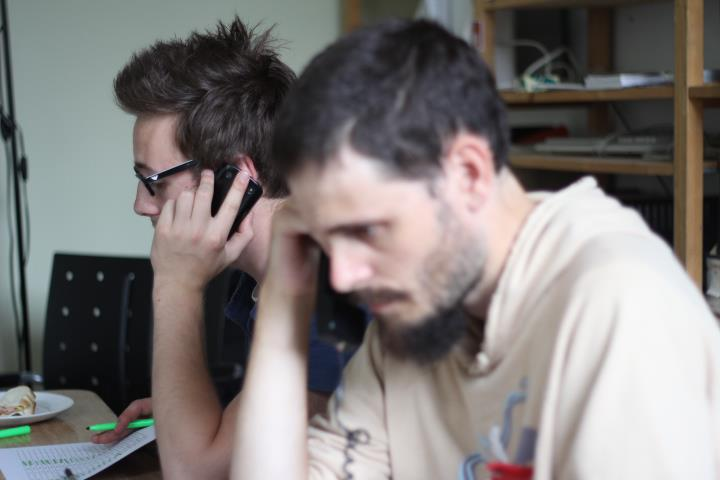
Telefonistas estudiantes en la oficina de la FEUQ durante la campaña electoral de 2012 incitando a votar.

El 1° de agosto, el Primer Ministro de Quebec, Jean Charest, convocó a la población de la provincia a elecciones anticipadas que debían realizarse el 4 de septiembre de 2012. Si bien en abril el Primer Ministro había indicado que la estrategia gubernamental no sería la de lanzarse en elecciones para determinar la suerte del conflicto, la decisión de tener nuevas elecciones era un medio para terminar el debate, ofreciendo la posibilidad a la "mayoría silenciosa" de expresarse. La FECQ et la FEUQ, al día siguiente, anunciaron la intención de implicarse activamente en el proceso electoral para hacer valer el punto de vista de los estudiantes y al mismo tiempo incentivar la participación electoral de los jóvenes. El 6 de agosto estas asociaciones presentaron una plataforma de reivindicaciones que no se limitaban exclusivamente al alza en las matrículas, sino que también comprendía otros temas como el medio ambiente, el trabajo o la reforma de las instituciones democráticas. Por su parte, la CLASSE decidió no implicarse directamente en el proceso electoral, pues esto no hacía parte de los medios de presión preconizados por esta asociación.
La implicación de la FECQ y la FEUQ se hizo principalmente en ciertas circunscripciones electorales determinadas a través de eventos como asados o yendo de puerta en puerta para encontrar a los electores. Igualmente multiplicaron las intervenciones públicas con el fin de obtener compromisos claros por parte de los candidatos sobre las cuestiones estudiantiles, por ejemplo en congresos  o a través de las redes sociales y de publicidades radiofónicas.
El anuncio de las nuevas elecciones fue seguido el 8 de agosto por el anuncio de Gabriel Nadeau-Dubois de dejar su puesto de portavoz de la CLASSE y de los votos de varias asociaciones estudiantiles en favor o en contra de continuar la huelga. Así, tres colegios decidieron concluir la huelga (Valleyfield y André-Laurendeau) o declarar una «tregua» hasta el 4 de septiembre (St-Jérôme), mientras que una asociación estudiantil de la Universidad de Montreal (servicio social) y dos de la UQAM (ciencias humanas y artes) mantuvieron la huelga. El 11 de agosto, la asociación del Cégep Saint-Laurent anunció la continuidad de la huelga de manera condicionada a que al menos otros 20 000 estudiantes de la provincia hicieran lo mismo. El 16 de agosto, la Fédération étudiante collégiale du Québec admite que la huelga había «terminado», luego de que 12 de los 14 colegios en huelga decidieran volver a clases. Los dos últimos colegios en huelga, Vieux-Montréal y Cégep Saint-Laurent, votaron por el fin de la huelga un día después, quedando solamente en huelga las asociaciones universitarias. Sin embargo, para el 22 de agosto 10 asociaciones colegiales votan a favor de un día de huelga para participar en una nueva manifestación organizada por la CLASSE. La compañía Altus estimó que el número de manifestantes ese día, reunidos en la Place du Canada era de 12 500 (margen de error de 10 a 15 %), mientras que la agencia QMI estimó que en la manifestación participaban 5000 personas.
Para el 25 de agosto, solo tres asociaciones estudiantiles de facultad de la UQAM y algunas asociaciones específicas de la Universidad de Montreal estaban en huelga, lo que representaba 9000 estudiantes de la UQAM y 2811 de la Université de Montréal. El lunes 27 de agosto, día del comienzo de cursos en la mayoría de universidades de la provincia, varios cursos fueron perturbados por manifestantes enmascarados en las dos universidades donde todavía había mandatos de huelga. La policía intervino en la Universidad de Montreal.

### Cambio de gobierno y fin del conflicto
El 4 de septiembre de 2012, Quebec eligió un gobierno minoritario del Parti québécois dirigido por Pauline Marois, mientras que el Primer Ministro saliente, Jean Charest, fue vencido en su propia circunscripción electoral y su partido pasaba a ser la oposición oficial. Quien fuera presidente de la FECQ hasta mayo, Léo Bureau-Blouin, se presentó como candidato por el Parti québécois en la circunscripción de Laval-des-Rapides saliendo electo como el deputado más joven de la historia de Quebec. Luego el equipo de la nueva primera ministra contactó a la FECQ y a la FEUQ para anunciar que el alza de las matrículas sería anulado como primer gesto del nuevo gobierno. Más tarde, en conferencia de prensa, la Primera Ministra confirmó la anulación por decreto del alza y se comprometió a abrogar la ley 12.
El 8 de septiembre, los presidentes de la FECQ y la FEUQ proclamaron el fin oficial de la huelga estudiantil y se felicitaron por la elección de un gobierno dirigido por el PQ. Igualmente evocaron la implicación de sus feredaciones en la derrota del primer ministro saliente, Jean Charest, en su circunscripción e hicieron un llamado para no continuar usando medios de presión y en cambio concentrarse en una cumbre sobre la educación propuesta por la Primera Ministra durante la campaña electoral. Por su parte, la CLASSE hizo un llamado para continuar con la mobilización en favor de una enseñanza gratuita.
Finalmente el 20 de septiembre el nuevo gobierno anuló por decreto la ley 12 y el alza en las matrículas, hecho que los presidentes de la FECQ y la FEUQ señalaron como «una victoria histórica» de los estudiantes.

### Hechos posteriores al conflicto
Una cumbre sobre la enseñanza superior -propuesta hecha por el Parti québécois durante la campaña electoral- fue realizada entre el 25 y el 26 de febrero de 2013 y posteriormente una comisión de investigación fue creada para revisar los hechos, principalmente de violencia, que hubo durante las protestas. Serge Ménard, un antiguo ministro del Partido québécois fue nombrado presidente de esta comisión que fue boicoteada por la Fraternidad de policías de Montreal y por la ASSÉ. El 14 de mayo de 2014, los resultados de la comisión señalaron al gobierno liberal de Jean Charest por la gestión inadecuada durante la crisis y a la policía por algunos de los métodos utilizados (gas de pimienta de cayena, conminaciones judiciales, etc.)  Ya que desde el 7 de abril de 2014 una nueva elección provincial había regresado al poder al Partido Liberal de Quebec, las conclusiones del informe fueron de inmediato criticadas por la Viceprimera Ministra de Quebec Lise Thériault, dejando el informe sin consecuencia. El 2 de julio de 2014, Yves Bolduc, nuevo Ministro de Educación hizo saber que no descartaba la posibilidad de aumentar el valor de las matrículas en los próximos años.

## Organización y medios de presión

### Movimiento estudiantil
La huelga estudiantil estuvo principalmente coordinada por la Coalition large de l'ASSÉ (CLASSE), por la FECQ (Fédération étudiante collégiale du Québec o Federación estudiantil colegial de Quebec), la FEUQ (Fédération étudiante universitaire du Québec o Federación estudiantil universitaria de Quebec) y la TaCEQ (Table de concertation étudiante du Québec o Mesa de concertación estudiantil de Quebec). La Association indépendante des étudiants du secondaire -Asociación independiente de estudiantes de secundaria- (AIDES) se unió a las asociaciones colegiales y universitarias organizando una manifestación el 15 de abril de 2012.

#### Líderes y portavoces estudiantiles
CLASSE

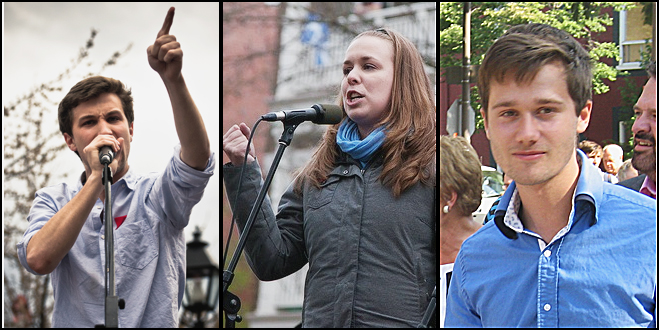
Gabriel Nadeau-Dubois, portavoz de la CLASSE, Martine Desjardins, presidente de la FEUQ y Léo Bureau-Blouin, presidente de la FECQ.

- Gabriel Nadeau-Dubois, portavoz hasta el 9 de agosto de 2012;
- Jeanne Reynolds, portavoz;
- Camille Robert, portavoz.[176]

Federación estudiantil colegial de Quebec - FECQ
- Léo Bureau-Blouin, presidente hasta el 31 de mayo de 2012;
- Éliane Laberge, presidente desde el 1 de junio de 2012.[177]

Federación estudiantil universitaria de Quebec - FEUQ
- Martine Desjardins, presidente.
- Yanick Grégoire, vicepresidente.

Mesa de concertación estudiantil de Quebec - TaCEQ
- Simon Gosselin, secretario general hasta abril de 2012;
- Paul-Émile Auger, secretario general a partir de abril de 2012.

### Medios de presión utilizados
- Huelga de cursos,
- manifestaciones específicas,
- piquetes,
- mandatos de auto interlocutorio,

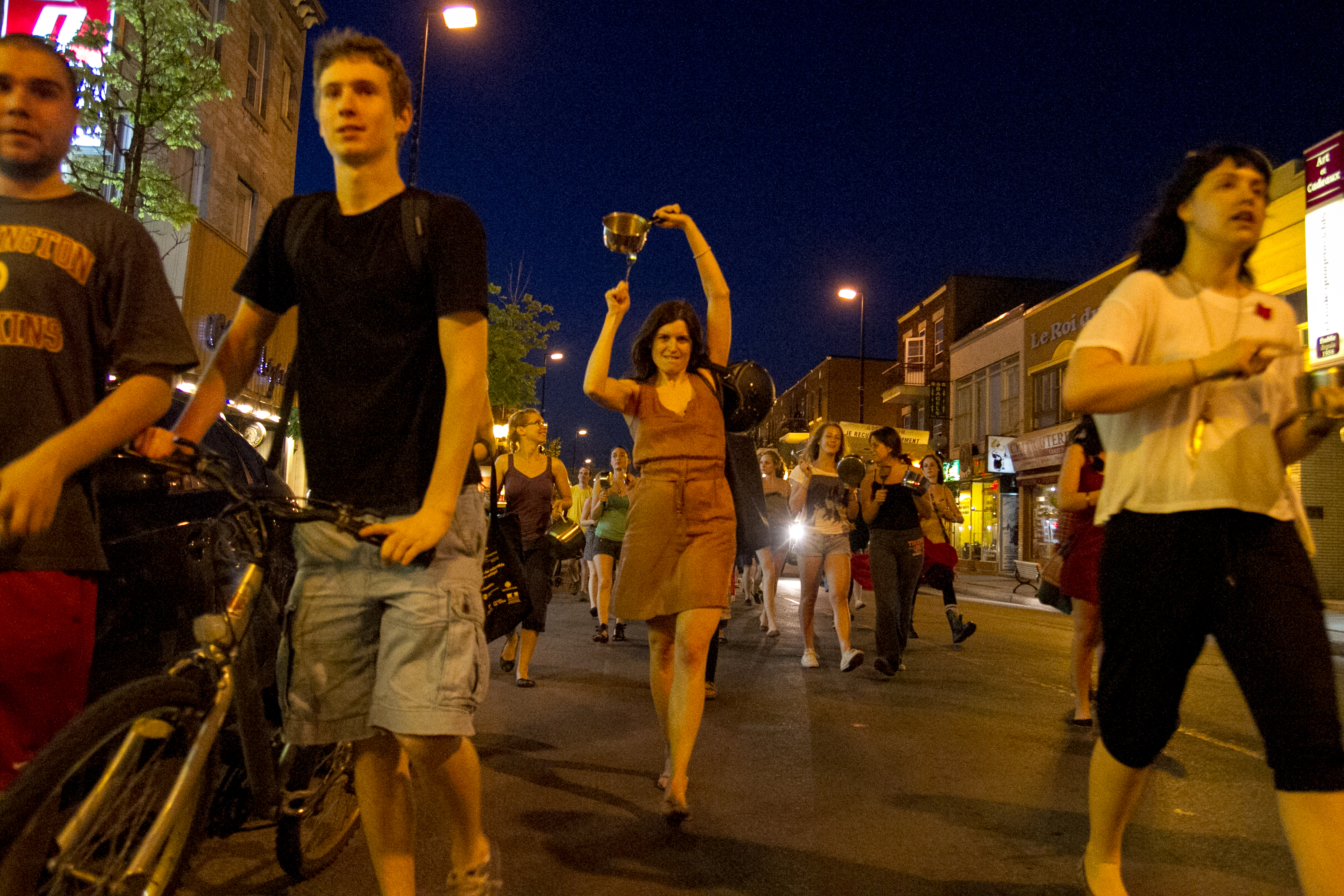
Cacerolazo contra la ley 78 en el barrio Rosemont de Montreal el 24 de mayo de 2012.

- conciertos de cacerolas o cacerolazos: Cada noche, a partir de las 20:00, manifestantes salían sobre los balcones para manifestar con sus cacerolas. Otros manifestantes prefieren salir a las calles y reunirse de manera espontánea sobre las arterias principales para desfilar ruidosamente. Contrariamente a las manifestaciones nocturnas cotidianas, los conciertos de cacerolas, inspirándose en los movimientos sociales del sur del continente, nacieron espontáneamente en los barrios residenciales y reunieron a ciudadanos de todas las edades. Varios de estos desfiles de cacerolas convergían hacia el centro de la ciudad.[178]

### Símbolos

#### Cuadros rojos

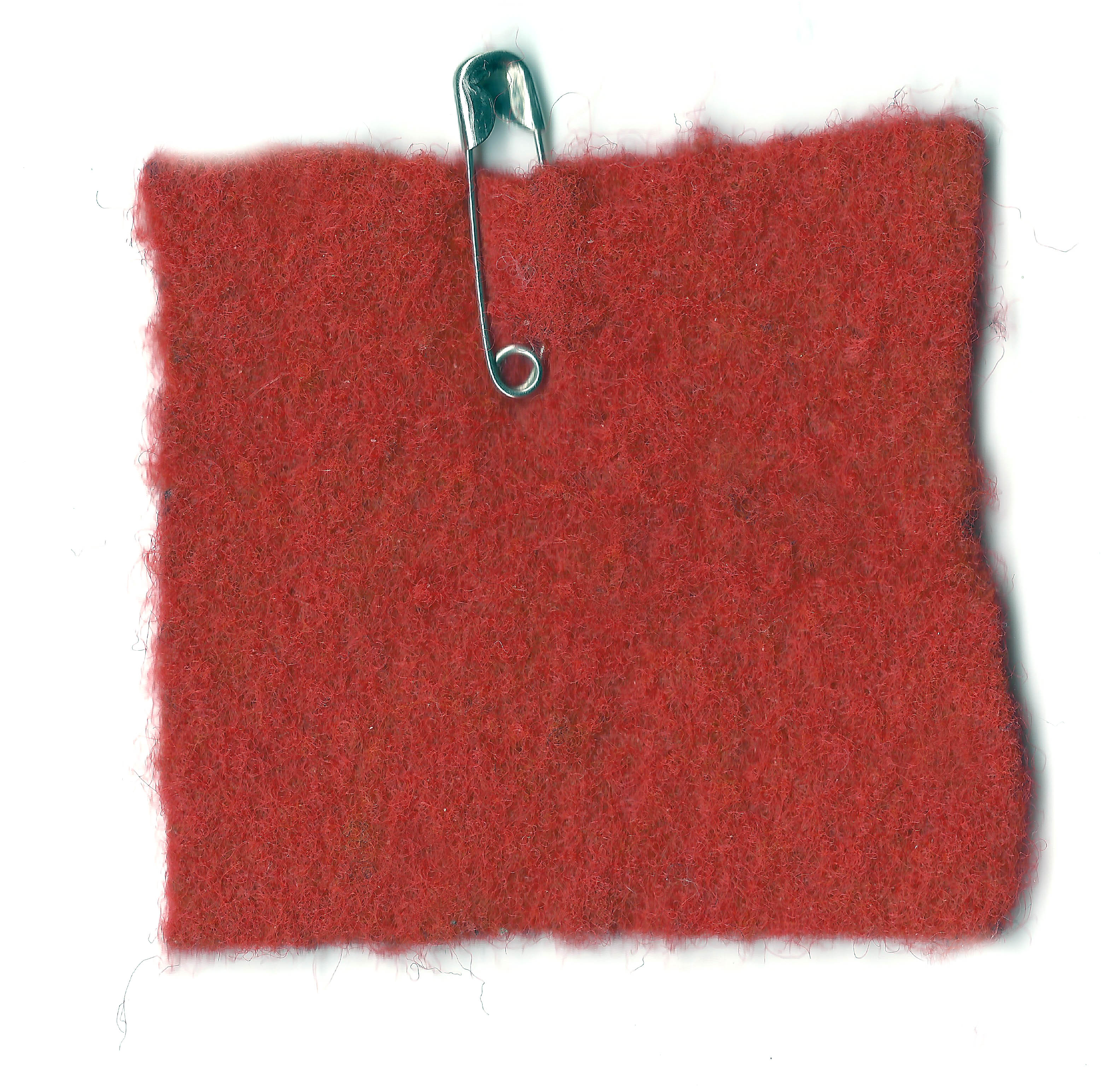
Los cuadros rojos fueron un símbolo de la huelga estudiantil.

- El cuadro rojo (en francés carré rouge) fue el emblema de la mobilización en contra del alza de las matrículas en Quebec y el principal símbolo de apoyo de las huelgas estudiantiles de 2005 y de 2012. Se trataba principalmente de retazos de tela roja cortada en pequeños cuadrados que luego se sujetaban con un gancho de costura para ser mostrados en público, como un emblema. Comenzaron a ser vistos en la provincia en octubre de 2004 luego de que el Collectif pour un Québec sans pauvreté (Colectivo por un Quebec sin pobreza) los utilizara en una campaña contra la reforma de la ayuda de bienestar social.[179] Este símbolo fue asociado al eslogan «Carrément dans le rouge», un juego de palabras en francés que quiere decir literalmente Completamente en el rojo y figuradamente Completamente en déficit.[179] El símbolo fue portado por los estudiantes y por quienes apoyaron su causa, aunque también estuvo presente en los vidrios de los establecimientos educativos, de comercios o de las casas.[179] Cuadros rojos gigantes fueron suspendidos brevemente en la cúspide de la torre de la Roger-Gaudry de la Universidad de Montreal, sobre el puente Jacques Cartier,[180] y sobre la Cruz de Montreal.

#### Otros cuadros
- El cuadro azul simbolizó el rechazo al alza de las matrículas, pero también el rechazo a la huelga.[181]
- El cuadro amarillo, recomendado por el periodista Richard Martineau, simbolizó el apoyo a un escalonamiento del alza sobre un periodo más largo.[182]
- El cuadro verde simbolizó el apoyo al alza [183] e, independientemente de la opinión personal al respecto, con la prolongación del conflicto se convirtió esencialmente en el símbolo de la oposición a la huelga para diversos tipos de individuos (portadores de cuadros verdes, cuadros azules o cuadros rojos cansados de la huelga).
- El cuadro negro simbolizó la oposición al proyecto de ley 78 o Ley 12.[184]
- Otros símbolos fueron vistos de manera más esporádica, como el cuadro blanco portado por padres de familia que querían un armisticio entre estudiantes y gobierno.[185]

#### Personajes

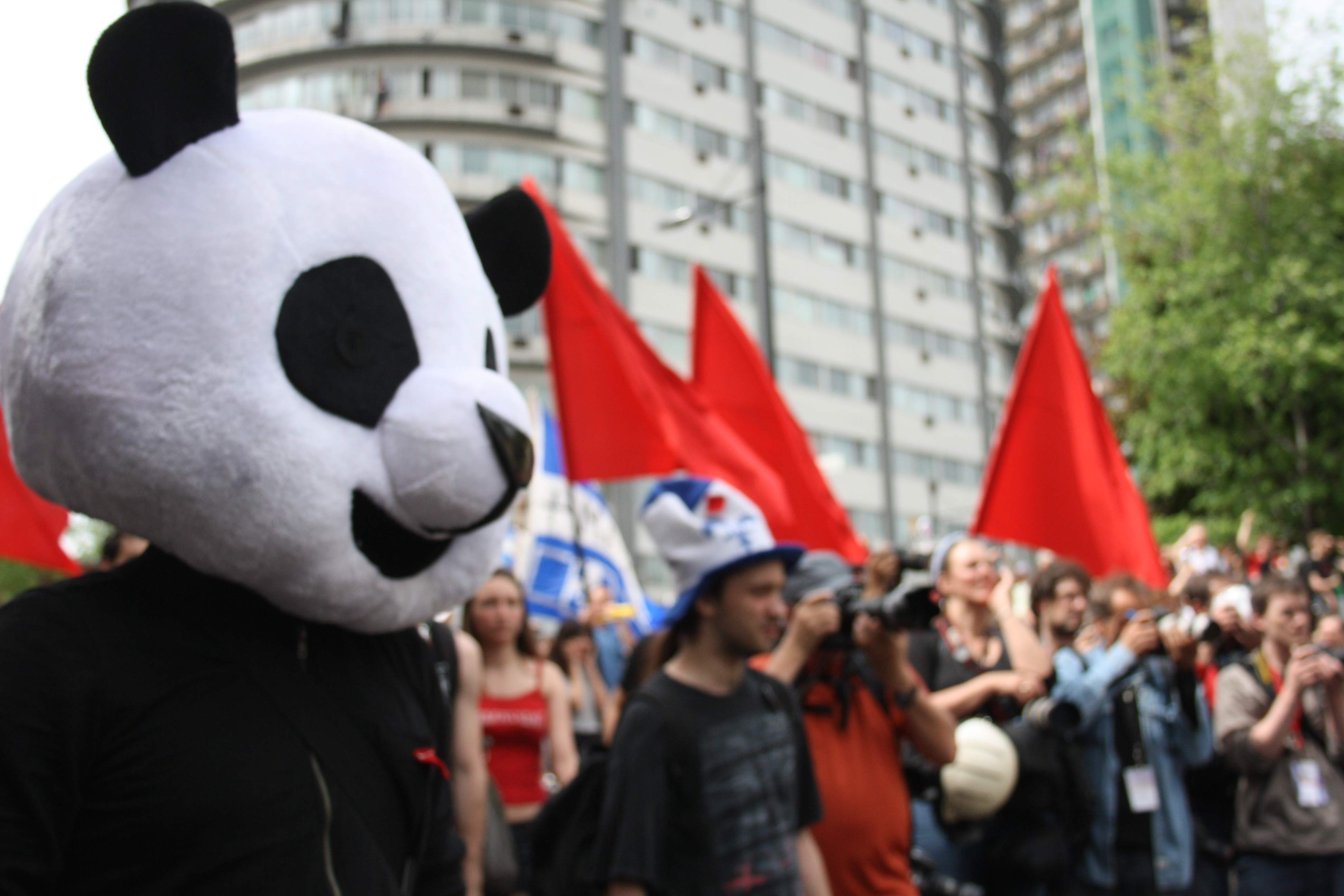
Anarchopanda en la manifestación del 22 de mayo de 2012 en Montreal.

Un profesor de filosofía, Julien Villeneuve, disfrazado de panda, se convirtió en la mascota no oficial de los manifestantes haciéndose llamar Anarchopanda (en español Anarcopanda). Comenzó a participar en las manifestaciones desde el 8 de mayo de 2012 dando abrazos, tanto a policías, como a manifestantes para así evitar la violencia policial. Por su parte Gabriel Marcoux-Chabot, un escritor, escultor y estudiante de creación literaria, hizo el rol de Banane Rebelle (Banana Rebelde); su fin era hacer caer al gobierno de Jean Charest sobre una «cáscara de banana».

## Oposición a la huelga

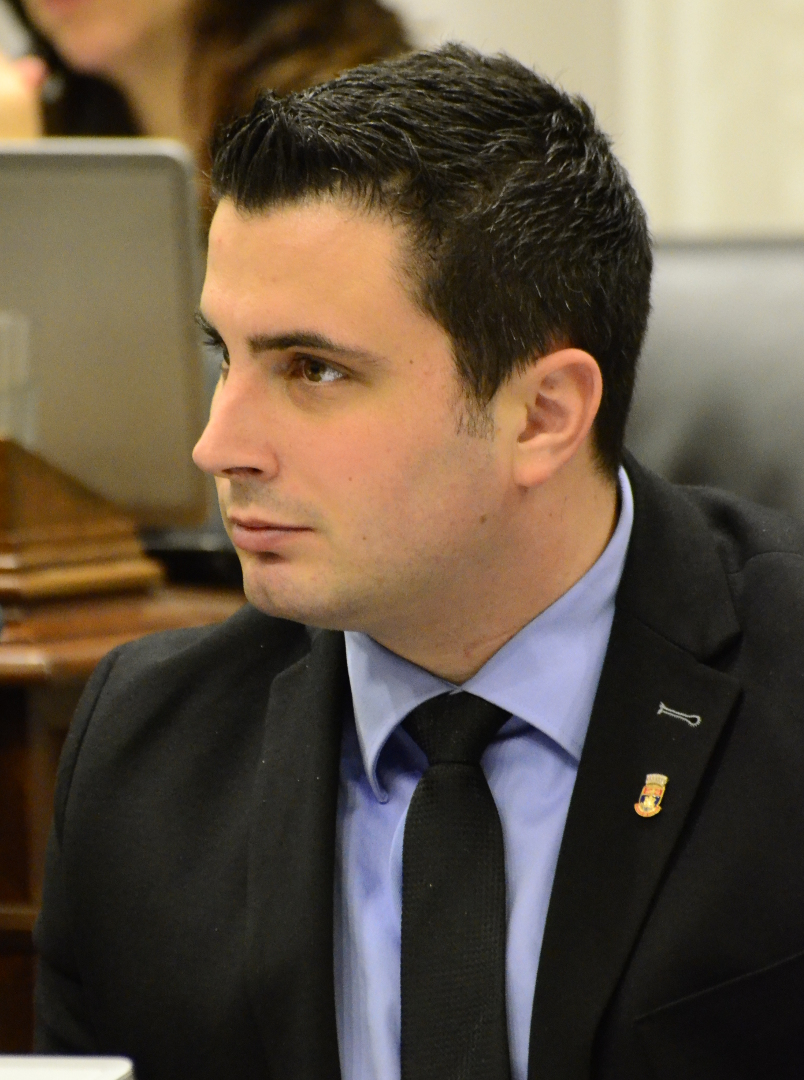
Laurent Proulx, estudiante de la Universidad Laval, obtuvo una orden para continuar sus cursos a pesar de la huelga.

El 27 de marzo de 2012, las cámaras de comercio de Quebec y de Montreal advirtieron que la prolongación de los semestres en los colegios y universidades causaría una grave escasez de mano de obra durante el verano de 2012. Ya, a mediados de marzo, la cámara de comercio de Montreal había comprado espacios publicitarios para advertir que « sería toda nuestra actividad económica la que sufriría ». Los directores generales de estas entidades, de todas formas, apoyaron la «posición firme» del gobierno.
Al inicio del conflicto, algunos estudiantes portaron cuadros azules, lo que simbolizaba tanto la oposición al alza como la oposición a la huelga general ilimitada como forma de presión contra el gobierno. Con la prolongación del conflicto estudiantil, otros estudiantes portando cuadros verdes se mobilizaron para reclamar el derecho de volver a clases. Algunas manifestaciones a favor del regreso a clases fueron organizadas, principalmente en Montreal.
Igualmente otros estudiantes empleaaron los tribunales para poder regresar a clases. Laurent Proulx, estudiante de la Universidad Laval, fue el primer estudiante que obtuvo una orden para continuar sus cursos de antropología a pesar de la huelga en su facultad.
El 30 de agosto, dos estudiantes depositaron una petición de recurso colectivo contra 7 universidades de Quebec, 18 colegios y el Procurador general de Quebec en la que hacen responsables por los perjuicios (pérdida de salarios, pasantías, empleos de verano, becas, etc.) sufridos durante el conflicto estudiantil pues, según ellos, los establecimientos de enseñanza no hicieron nada para impartir los cursos a quienes querían asistir y en cambio habían tolerado los actos cometidos por los huelguistas y habían suspendido sistemáticamente los cursos. Si la petición era autorizada, varios millones de dólares podrían ser reclamados en indemnizaciones.